# Носорога усойница
Носорогите усойници (Bitis nasicornis) са вид влечуги от семейство Отровници (Viperidae).
Срещат се в Екваториална Африка.
Таксонът е описан за пръв път от английския естественик Джордж Шоу през 1792 година.